# کنفرانس بین‌المللی ارتباطات
کنفرانس بین‌المللی ارتباطات (به انگلیسی International Conference on Communications) یک گردهمایی سالانه علمی و بین‌المللی است که توسط گروه ارتباطات انجمن مهندسان برق و الکترونیک تشکیل میشود.